# Renta
Renta (z niem. Rente „dochód”, od łac. reddere „oddawać”) – stałe lub okresowe świadczenie pieniężne wypłacane regularnie w ramach zabezpieczenia społecznego przez organ rentowy z tytułu m.in. śmierci lub długotrwałej albo trwałej niezdolności do pracy lub służby zawodowej.
Podział ze względu na rodzaj świadczenia:
- renta z tytułu niezdolności do pracy (w systemach: powszechnym i rolniczym) albo renta inwalidzka (w systemach mundurowych)
- renta inwalidy wojennego albo wojskowego,
- renta rodzinna – świadczenie pieniężne uzyskiwane przez członków rodziny w związku ze śmiercią bliskiego członka rodziny, przysługujące zarówno dzieciom, jak i współmałżonkowi zmarłego,
- renta socjalna,
- renta specjalna,
- renta strukturalna

Podział ze względu na system rentowy:
- renta z systemu powszechnego,
- renta rolnicza,
- renta wojskowa,
- renta policyjna.

## W znaczeniach cywilnoprawnych, niezwiązanych z zabezpieczeniem społecznym
- Renta ekonomiczna
- Renta dla poszkodowanego
  - Renta wyrównawcza
  - Renta z tytułu zwiększonych potrzeb
  - Renta po śmierci osoby bliskiej
  - Renta z tytułu zmniejszenia widoków powodzenia na przyszłość
- Renta cywilna
- Renta gruntowa − dochód uzyskiwany przez właścicieli gruntów.
- Dochód pasywny stanowiący dla rentiera regularny zysk uzyskiwany z tytułu wynajmu nieruchomości (czynsz) albo kapitałów (np. odsetki od obligacji, odsetki od terminowych lokat bankowych, dywidendy od posiadanych akcji).